# صالح المهدي
صالح المهدي هو صالح بن عبد الرحمن بن محمد المهدي الشريف، الملقب بزرياب، ولد في 9 فيفري/شباط 1925 بنهج سيدي منصور قرب سيدي البشير، بمدينة تونس توفي يوم 12 سبتمبر 2014 بمدينة تونس ، في عائلة فنية حيث كان لوالده مجلس من بين من كان يحضره الفنان خميس الترنان، وقام بتدريس المالوف لفرقة الرشيدية وفي إذاعة تونس. ويعتبر مؤسس الغرفة الفتية العالمية التونسية.

## الدراسة
بدأ دراسته بالكتاب ثم التحق بمدرسة الجمعية الخيرية نهج الورغي في باب سويقة. وأخيرا جامع الزيتونة حتى أحرز على شهادة التحصيل. والتحق سنة 1951 بسلك القضاء. ونظرا لحساسية خطته، اقتصر في هذه المدة على التلحين، وحمل لقب زرياب. واستمر في القضاء إلى سنة 1957، ليلتحق بعد ذلك بوزارة التربية القومية ووزارة الثقافة التونسية.
يلقب بالدكتور صالح المهدي، على أساس أنه حصل على شهادة الدكتوراه في الموزيكولوجيا من جامعة بواتيي الفرنسية، غير أن هناك من شكك في أمر الدكتوراه هذه. وذلك لا ينقص البتة من أعماله الموسيقية الرائدة والمجددة والتي ستخلد ذكراه.

## مشواره الفني
- بدأ بالعزف على الناي، ونشط في الحركة الكشفية، وكان يقدم للكشافين حصة أناشيد أسبوعية. وانتمى إلى جمعية الكوكب التمثيلي إلى أن ترأّسها سنة 1949. كما ترأّس فرقة الرشيدية. ويمكن اعتباره بحق من أهم الموسيقيين التونسيين في القرن العشرين، جامعا بين العزف والتلحين والدراسة والأداء، إذ ألّف العديد من الموشحات الشرقية، وتخرّج على يديه عدد كبير من المطربين والموسيقيين التونسيين، من بينهم نعمة وعلية. ولحّن لأغلب الفنانين.
- أسّس صالح المهدي الفرقة القومية للفنون الشعبية سنة 1962، وأوركسترا السنفوني التونسي سنة 1969، وكلاهما تحت إشراف وزارة الثقافة، وكان له دور كبير في بعث عدد من المهرجانات وتنظيمها لاسيما من بينها مهرجان الفنون الشعبية. كما كان صالح المهدي وراء تأسيس جمعية المحافظة على القرآن الكريم والأخلاق الفاضلة في أواخر الستينات.

## من أعماله الموسيقية
- لصالح المهدي حوالي ستمائة لحن من بينها «نشيد العروبة» الذي لحّنه بمناسبة الذكرى الثانية لتأسيس الجامعة العربية سنة 1947، والنشيد الرسمي التونسي (ألا خلدي) سنة 1958.
- وله أيضا عدد من الموشحات والبشارف والأغاني المختلفة، ولعل من أشهر أعماله أيضا: أغنية (يا خيل سالم) و (دار الفلك) للمطربة صليحة.
- من الأناشيد الكشفية التي لحنها «الأوطان»، «تركنا الفلاة»، «هيا للميدان»، «يا شبابا»...

## نشاطه الدولي
برز صالح المهدي على الساحة الدولية من خلال مشاركاته في المؤتمرات والهيئات المهتمة بالموسيقى شرقا وغربا. من ذلك أنه كان عضوا في الهيئة التنفيذية للمنظمة الإسلامية للتاريخ والثقافة والفنون والهيئة العليا للحضارة الإسلامية والمجلس الدولي للموسيقى، كما تولّى خطة نائب رئيس الجمعية الدولية للتربية الموسيقية.

## من مؤلفاته
- الموسيقى العربية في نموها وتطورها، دار الشرق العربي، دمشق 2003م.
- الموسيقى العربية ومسيرتها المتواصلة، دار الشرق العربي، دمشق 2003م.
- الموسيقى العربية مقامات ودراسات (صور وتمارين موسيقية)، دار الغرب الإسلامي، بيروت، 1993م.

## وصلات خارجية
- صالح المهدي على موقع IMDb (الإنجليزية)
- صالح المهدي على موقع ميوزك برينز (الإنجليزية)
- صالح المهدي على موقع ديسكوغز (الإنجليزية)
- صالح المهدي على موقع ديسكوغز (الإنجليزية)
- صورة لصالح المهدي.